# Kalózsziget
A Kalózsziget (angolul: Pirate Islands) egy ausztrál sci-fi tinisorozat.

## Szereposztás
- Brooke Harman - Kate Redding
- Colin Moody - Blackheart kapitány
- Oliver Ackland - Mars
- Nicholas Donaldson - Nicholas Redding
- Eliza Taylor-Cotter - Sarah Redding
- Lucia Smyrk - Carmen